# Astragalus petunnikowii
Astragalus petunnikowii är en ärtväxtart som beskrevs av Dmitrij Litvinov. Astragalus petunnikowii ingår i släktet vedlar, och familjen ärtväxter. Inga underarter finns listade i Catalogue of Life.